# Zassopka
Zassopka (en russe : Засо́пка) est un village et municipalité russe du raïon de Tchita du kraï de Transbaïkalie, en Sibérie. Il fait partie de l'établissement rural de Zassopka, et sa population s'élevait à 5 504 habitants au recensement de 2021.

## Géographie
Le village de Zassopka se situe dans le kraï de Transbaïkalie, un kraï situé en Transbaïkalie, région de Sibérie orientale, en Russie. Il fait partie du district fédéral extrême-oriental. Le village fait partie du raïon de Tchita, un raïon du kraï, avec Tchita comme centre administratif. Il forme l'établissement rural de Zassopka, une municipalité du raïon,.
Le fuseau horaire du village est MSK+6 (heure de Iakoutsk). Le décalage horaire appliqué par rapport au temps universel coordonné est +09:00.

## Histoire
Le village a été fondé en 1821.

## Démographie
Recensements (*) et estimations de la population,,:
| 2002 * | 2010* | 2021* | - |
| ------ | ----- | ----- | - |
| 2 011  | 3 599 | 5 504 | - |